# Nkeiruka Chilarijewna Jesech
Nkeiruka Chilarijewna Jesech (russisch Нкеирука Хилариевна Езех; * 17. Oktober 1983 in Moskau) ist eine russische Curlerin nigerianischer Herkunft. 
Jesech spielte auf der Position des Third bei den Olympischen Winterspielen 2006 in Turin im Team von Skip Ljudmila Priwiwkowa. Bei der Curling-Europameisterschaft 2006 in Basel gewann sie die Goldmedaille.
Im Februar 2010 nahm Jesech als Mitglied des russischen Teams an den Olympischen Winterspielen 2010 in Vancouver (Kanada) teil. Die Mannschaft belegte den neunten Platz.